# Kreisamt Meißen

Die Meißner Ämter auf einer Karte von 1750, ein Ortsverzeichnis des Kreisamtes Meißen ist auf der linken Seite der Karte zu finden.

Das Kreisamt Meißen war der Verwaltungsmittelpunkt des Meißnischen Kreises im Kurfürstentum Sachsen. Das Territorium gehörte zu den sächsischen Erblanden. Daher kommt die Bezeichnung Erbamt Meißen.

## Geschichte
Die Wurzeln des Kreises liegen in der zweiten Hälfte des 12. Jahrhunderts. Das Gebiet umfasst im Wesentlichen das Kerngebiet der Markgrafschaft Meißen. Bis ins 16. Jahrhundert bestanden die Strukturen alter sorbischer Unterbezirke, der Supanien (sorbisch župa), im Kreis. Zwar bestand die Ressorttrennung von Justiz- und Rentamt schon seit 1784, jedoch wurden daraus erst 1831 selbstständige Behörden.
1547 übernahm das Kreisamt die Verwaltung der Grundherrschaften Cölln und Brockwitz bei Meißen.

## Angrenzende Verwaltungseinheiten
| Amt Oschatz | Amt Großenhain                              | Amt Großenhain  |
| Amt Leisnig | Kompassrose, die auf Nachbargemeinden zeigt | Amt Dresden     |
| Amt Nossen  | Kreisamt Freiberg                           | Amt Grillenburg |

## Gebiet
324 Dörfer